# Вашингтон (округ, Огайо)
Округ Вашингтон (англ. Washington County) располагается в США, штате Огайо. По состоянию на 2010 год, численность населения составляла 61 778 человек. Получил своё название по имени первого президента США Джорджа Вашингтона.

## География
По данным Бюро переписи США, общая площадь округа равняется 1 658 км², из которых 1 637 км² суша и 21 км² или 1,25 % это водоёмы.

### Соседние округа
- Нобл (Огайо) — север
- Монро (Огайо) — северо-восток
- Тайлер (Западная Виргиния) — восток
- Плезантс (Западная Виргиния) — юг-восток
- Вуд (Западная Виргиния) — юг
- Атенс (Огайо) — юго-запад
- Морган (Огайо) — северо-запад

## Демография
По данным переписи населения 2000 года в округе проживает 63 251 житель в составе 25 137 домашних хозяйств и 17 671 семей. Плотность населения составляет 38 человек на км². На территории округа насчитывается 27 760 жилых строений, при плотности застройки 17 строений на км². Расовый состав населения: белые — 97,33 %, афроамериканцы — 0,92 %, коренные американцы (индейцы) — 0,24 %, азиаты — 0,43 %, гавайцы — 0,05 %, представители других рас — 0,13 %, представители двух или более рас — 0,89 %. Испаноязычные составляли 0,51 % населения независимо от расы.
В составе 30,90 % из общего числа домашних хозяйств проживают дети в возрасте до 18 лет, 57,90 % домашних хозяйств представляют собой супружеские пары проживающие вместе, 9,10 % домашних хозяйств представляют собой одиноких женщин без супруга, 29,70 % домашних хозяйств не имеют отношения к семьям, 25,40 % домашних хозяйств состоят из одного человека, 11,20 % домашних хозяйств состоят из престарелых (65 лет и старше), проживающих в одиночестве. Средний размер домашнего хозяйства составляет 2,45 человека, и средний размер семьи 2,93 человека.
Возрастной состав округа: 23,50 % моложе 18 лет, 8,80 % от 18 до 24, 27,50 % от 25 до 44, 25,10 % от 45 до 64 и 15,00 % от 65 и старше. Средний возраст жителя округа 39 лет. На каждые 100 женщин приходится 94,60 мужчин. На каждые 100 женщин старше 18 лет приходится 91,00 мужчин.
Средний доход на домохозяйство в округе составлял 34 275 USD, на семью — 41 605 USD. Среднестатистический заработок мужчины был 32 034 USD против 21 346 USD для женщины. Доход на душу населения был 18 082 USD. Около 8,60 % семей и 11,40 % общего населения находились ниже черты бедности, в том числе — 15,70 % молодежи (тех кому ещё не исполнилось 18 лет) и 10,20 % тех кому было уже больше 65 лет.